# 丘大林
丘 大林（朝鮮語: 구대림）は、朝鮮氏族の平海丘氏の始祖である。丘大林は663年に中国唐から使臣として日本に行っている途中に日本海で難破、慶尚北道に漂着、海岸の南側の美浦に定着、朝鮮に帰化した。

## 参考
- “구씨(丘氏) 본관(本貫) 평해(平海)”. 한국족보출판사.  オリジナルの2022年11月30日時点におけるアーカイブ。